# アーバンネット名古屋ビル
アーバンネット名古屋ビル（アーバンネットなごやビル、Urbannet Nagoya Building）は、愛知県名古屋市東区東桜一丁目にある、NTT都市開発が開発したオフィス・商業ビルである。

## 概要
地上22階建てのオフィスビルと地上3階建ての商業施設「ブロッサ（Blossa）」から構成される。この2つの建物が、内側にある住友商事ビルを囲むような形で立地している。
セントラルパーク地下街と地下で接続しており、利便性が良い。

## 入居企業
- 大同特殊鋼グループ
  - 大同特殊鋼（21F・22F）
  - 大同興業（21F）
  - ダイドー電子（21F）
  - スターインフォテック（21F）
- NTTファイナンス（18F）
- NTTドコモグループ（2 - 13F）
  - NTTドコモ東海支社（旧NTTドコモ東海）
  - ドコモCS東海
- ソニー生命保険（17F - 19F）
- UBE（20F）
- UBEマシナリー（20F）
- 宇部情報システム（20F）
- 三菱電機（19F）
- ダイダン（16F）
- デュポン（14F）
- CBC（19F）
- トヨタ・コニック・プロ（14F・15F）
- 日比谷総合設備（19F）
- 三菱UFJ銀行ATM（1F）

## テナント
- ラグナヴェール
- MISS ESSENCE
- ラシエット・ドゥ・シバタ+シェ・シバタ
- セブン-イレブン
- 華昌すし
- 豆家茶寮
- 煮ゲタ
- 博多一風堂
- SUBWAY
- ドトールコーヒー

## 交通アクセス
- 名古屋市営地下鉄名城線・桜通線 久屋大通駅より徒歩で約1分（セントラルパーク地下街直結）。
- 名古屋市営地下鉄東山線・名城線 栄駅より徒歩で約5分。
- 名鉄瀬戸線 栄町駅より徒歩で約4分。

## ギャラリー

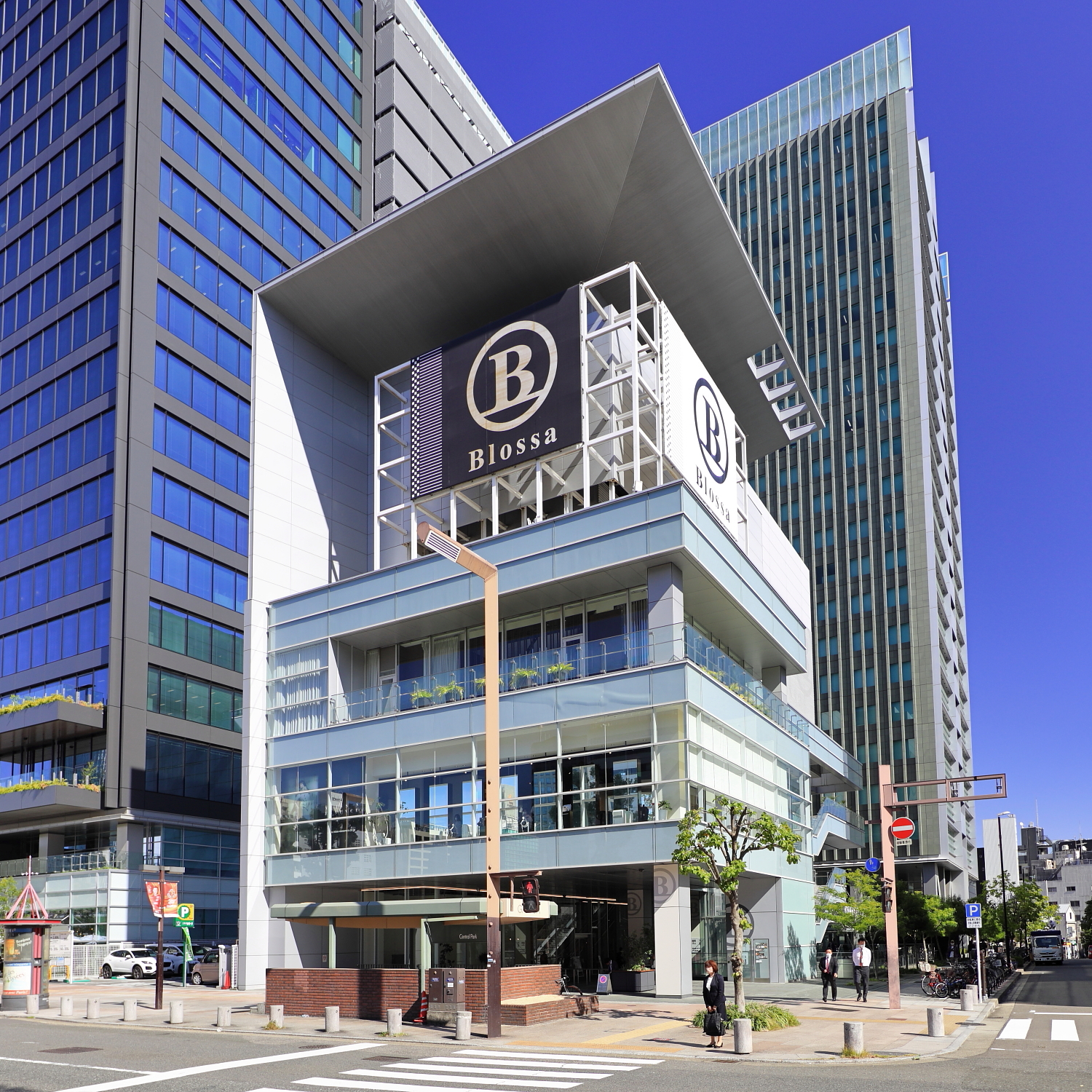
ブロッサ（Blossa） （2022年（令和4年）10月）
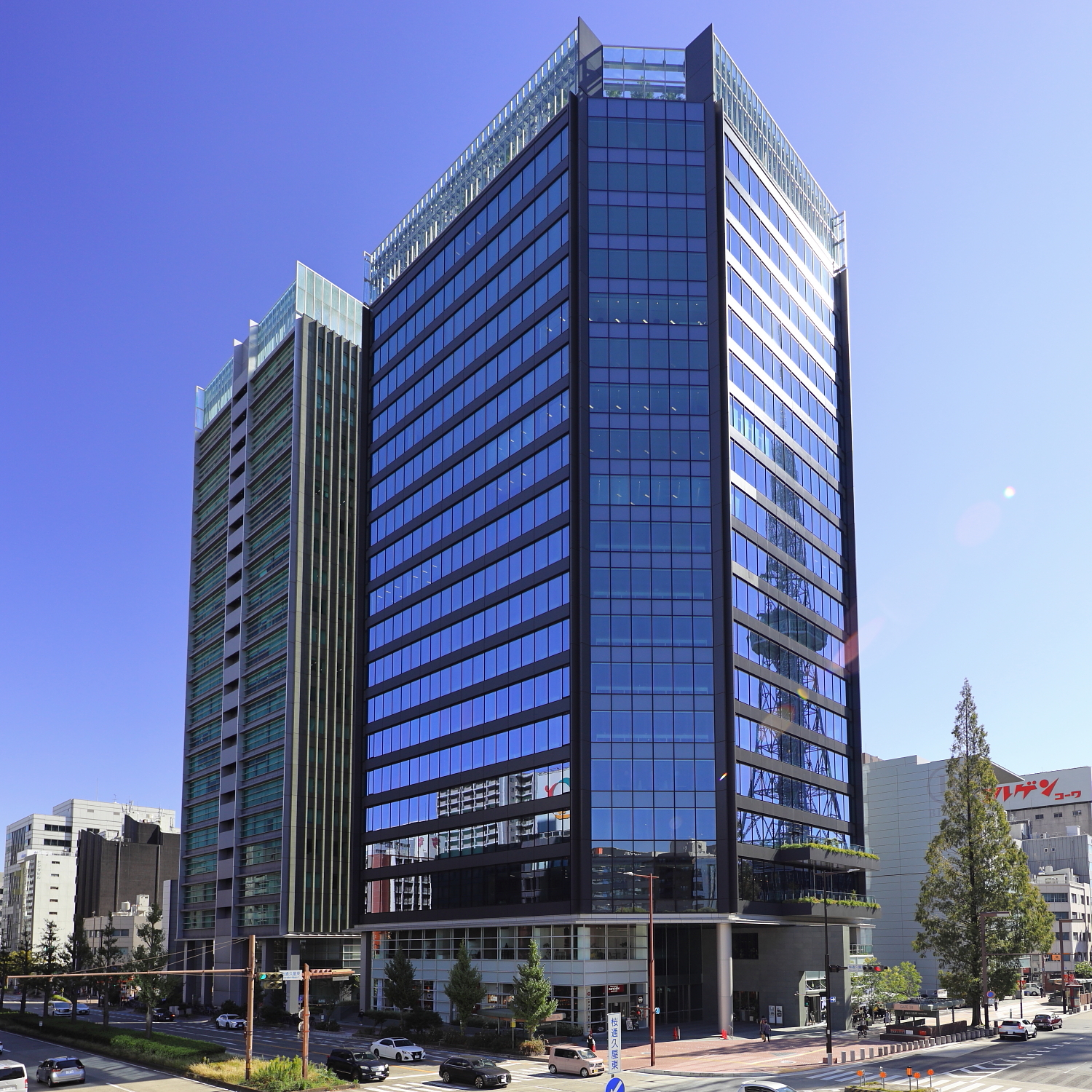
アーバンネット名古屋ネクスタビル （2022年（令和4年）10月）